# 야쿠인역
야쿠인역(일본어: 薬院駅)은 일본 후쿠오카현 후쿠오카시 주오구 시로카네 1초메에 소재하는 서일본 철도과 후쿠오카 시 교통국의 역이다. 덴진오무타 선과 지하철 나나쿠마 선, 하카타역 방면으로의 버스 환승역으로서 기능하는 등 교통의 결절점이다.

## 정기권의 취급
니시테쓰 덴진오무타 선과 지하철 나나쿠마 선은 서로 연락 정기권이 발매 가능하고 두 회사의 정기권을 1장으로 구입할 수 있다. 당역을 환승역 경로 지정 외, 니시테쓰 후쿠오카(덴진) 역을 환승역으로 하는 경로의 연락 정기권도 구매 가능하다. 통근 정기 승차권뿐만 아니라 통학 정기권에 대해서도 마찬가지로 취급한다.

## 역사
- 1927년 6월 1일: 규슈 철도(현, 니시테쓰) 야쿠인 역 개업. 1927년 3월 26일에는 개통한 규슈 수력 전기 조난 선에 연결됨.
- 1968년: 역사 개축.
- 1975년 11월 2일: 니시테쓰 후쿠오카 시내 선인 조난 선이 폐지됨.
- 1995년 3월 25일: 후쿠오카 ~ 히라오 역간 고가화 공사 완공에 따라 고가화. 전 열차의 정차역이 됨.
- 1996년 3월: 현 역사 완성.
- 2005년 2월 3일: 영업 개시.
- 2011년 3월 2일: 지하철 야쿠인 역에 역 번호 도입.
- 2017년 2월 1일: 니시테쓰 야쿠인 역에 역 번호 도입.

## 역 구조

### 서일본 철도 덴진오무타 선
상대식 승강장 2면 2선의 고가역이다. 영업 열차는 전 열차가 정차한다.

#### 승강장
| 1 | ■ 덴진오무타 선 | 후쓰카이치・구루메・야나가와・오무타 방면 |
| 2 | ■ 덴진오무타 선 | 후쿠오카(덴진) 행                         |

### 후쿠오카 시영 지하철 나나쿠마 선
섬식 승강장 1면 2선의 지하역으로 조난 선의 지하에 위치한다. 엘리베이터는 나나쿠마 선 개찰구 층에서 니시테쓰의 개찰구 층까지 연결되어 있다. 역 번호는 N14이다.
역의 심벌 마크는 "야쿠인"에 연유된 유발과 유봉이다.

#### 승강장
| 1 | ■ 나나쿠마 선 | 덴진미나미 방면                      |
| 2 | ■ 나나쿠마 선 | 롯폰마쓰・후쿠다이 앞・하시모토 방면 |

## 이용 상황
- 서일본 철도 - 2015년도 1일 평균 승하차 인원은 39,513명이고[1], 니시테쓰의 역에서는 인근의 니시테쓰 후쿠오카(덴진) 역에 이어 2번째로 많다[2].
- 후쿠오카 시 교통국 - 2015년도 1일 평균 승차 인원은 7,870명으로, 나나쿠마 선의 역에서는 덴진미나미 역에 이어 2번째로 많다[3]

| 연도   | 서일본 철도          | 서일본 철도        | 후쿠오카 시 교통국 |
| 연도   | 1일 평균 승하차 인원 | 1일 평균 승차 인원 | 1일 평균 승차 인원 |
| ------ | -------------------- | ------------------ | ------------------ |
| 1996년 | 31,844               | 15,921             | 미개통             |
| 1997년 | 31,973               | 15,910             | 미개통             |
| 1998년 | 31,907               | 15,847             | 미개통             |
| 1999년 | 31,926               | 15,836             | 미개통             |
| 2000년 | 31,452               | 15,685             | 미개통             |
| 2001년 | 30,847               | 15,834             | 미개통             |
| 2002년 | 30,332               | 15,142             | 미개통             |
| 2003년 | 31,145               | 15,585             | 미개통             |
| 2004년 | 31,364               | 15,644             | 3,784              |
| 2005년 | 33,277               | 16,608             | 4,883              |
| 2006년 | 34,137               | 17,088             | 6,040              |
| 2007년 | 34,770               | 17,429             | 6,661              |
| 2008년 | 34,733               | 17,537             | 7,063              |
| 2009년 | 34,645               | 17,482             | 6,770              |
| 2010년 | 35,124               | 17,701             | 7,068              |
| 2011년 | 35,657               | 17,959             | 7,427              |
| 2012년 | 35,656               | 17,973             | 7,473              |
| 2013년 | 36,656               |                    | 7,632              |
| 2014년 | 38,310               |                    | 8,083              |
| 2015년 | 39,513               |                    | 7,870              |

## 역 주변
덴진의 남쪽에 위치한다. 역명의 "야쿠인"은 역 근처에 있는 지구 이름이지만, 역 자체는 시로카네 지구에 위치하고 있으며, 역전 도로(조난 선)에서 약 50m 서쪽으로 이동하고 다리를 건넌 곳의 끝이 야쿠인 지구이다. 역 자체가 니시테쓰 야쿠인 역 건물로, 서점이나 다방 등이 입주하고 있다.
주변은 대규모 점포는 적고 사업소, 사무소, 대기업의 지점 등이 비교적 많다.
- 조난 선
- 다카쿠라 호텔 후쿠오카
- 호텔 뉴 가이아 야쿠인
- 후쿠오카 도에이 호텔
- 호텔 엘 비 후쿠오카
- LEVEL-5 본사
- 쇼가쿠칸 후쿠오카 빌딩
- NTT도코모 규슈 지사
- 철판 인쇄 서일본 사업 본부
- 가와이 학원 후쿠오카 학교
- PL교단 후쿠오카추오 교회
- 일본 기독 교단 후쿠오카 와타나베도리 교회
- 니시테쓰 여행
- 니시테쓰 스토어 야쿠인 점

## 사진

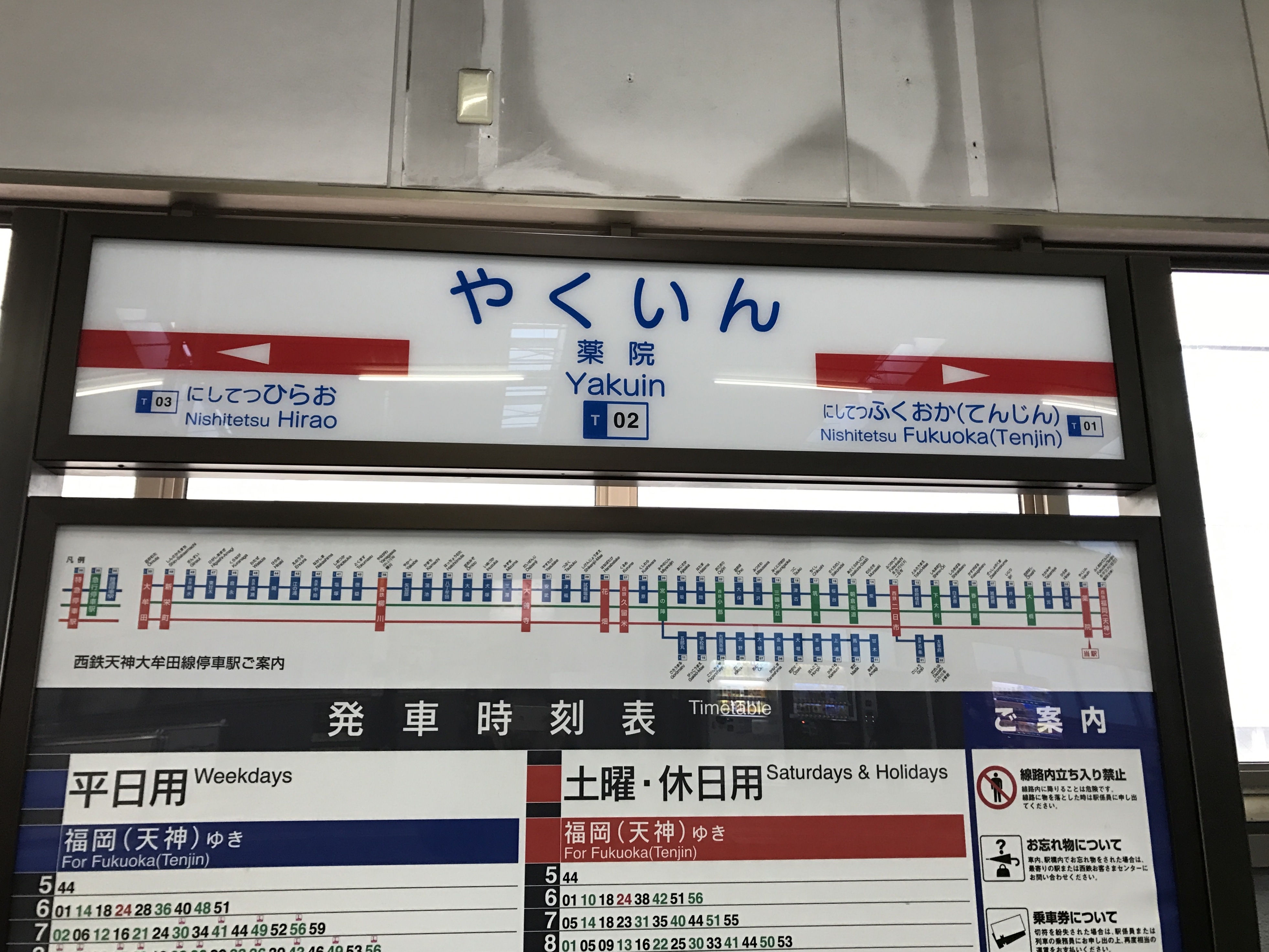
서일본 철도 역명판
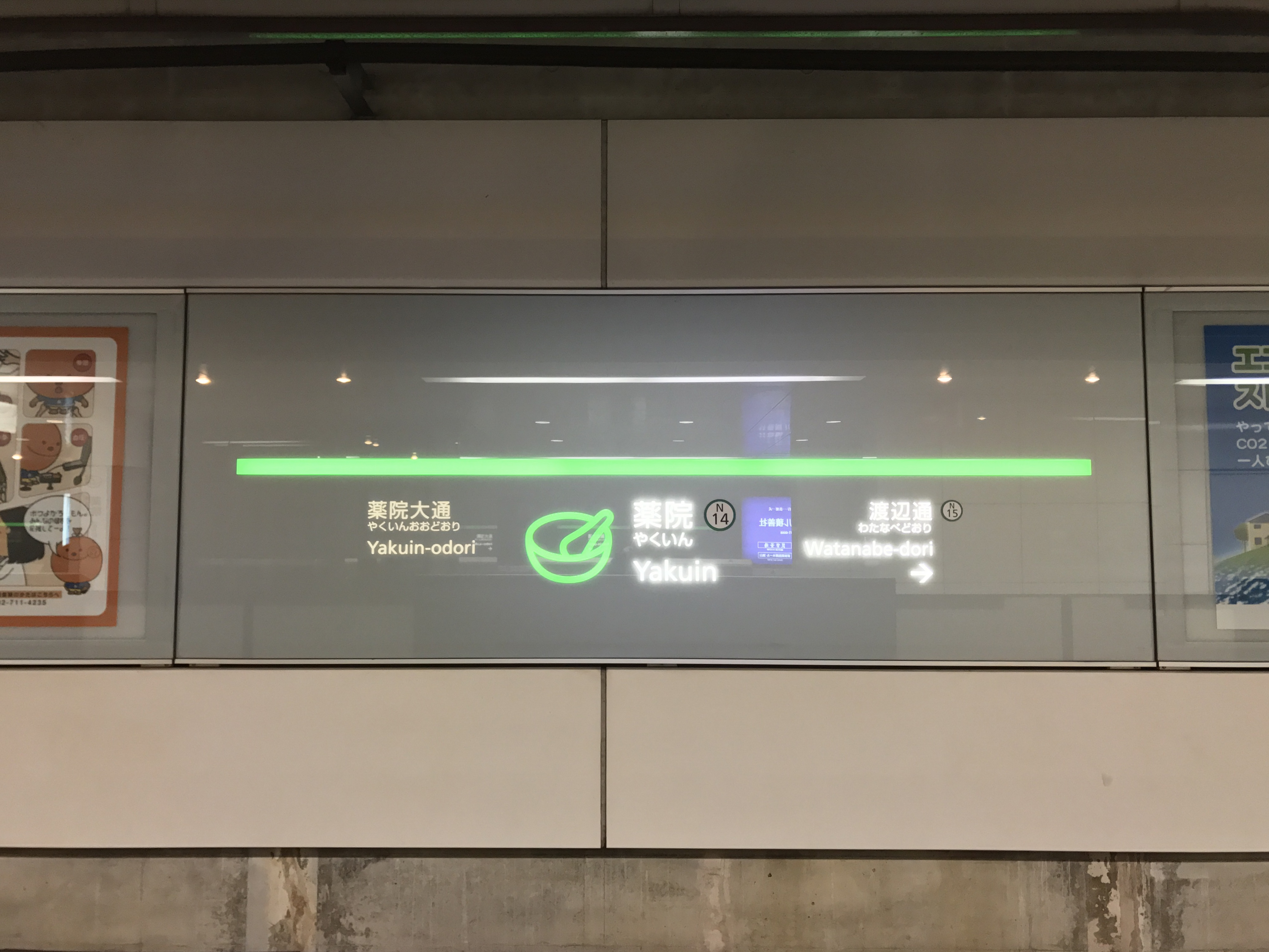
지하철 역명판

## 인접역
| 서일본 철도 ■ 덴진오무타 선                              | 서일본 철도 ■ 덴진오무타 선 | 서일본 철도 ■ 덴진오무타 선        |
| -------------------------------------------------------- | --------------------------- | ---------------------------------- |
| T01 니시테쓰 후쿠오카(덴진) 니시테쓰 후쿠오카(덴진) 방면 | ■ 특급                      | 니시테쓰후쓰카이치 T13 오무타 방면 |
| T01 니시테쓰 후쿠오카(덴진) 니시테쓰 후쿠오카(덴진) 방면 | ■ 급행                      | 오하시 T05 오무타 방면             |
| T01 니시테쓰 후쿠오카(덴진) 니시테쓰 후쿠오카(덴진) 방면 | ■ 보통                      | 니시테쓰히라오 T03 오무타 방면     |
| 후쿠오카 시 교통국 ■ 지하철 나나쿠마 선                  |                             |                                    |
| N13 야쿠인오도리 하시모토 방면                           |                             | 와타나베도리 N15 덴진미나미 방면   |